# John Duncan MacLean
Pour les articles homonymes, voir John MacLean et MacLean.
John Duncan MacLean (né le 8 décembre 1873, décédé le 28 mars 1948) est un enseignant, médecin et homme politique canadien du parti libéral. Il a été premier ministre de la Colombie-Britannique. Il appartient à la franc-maçonnerie.